# Neoarius coatesi
Neoarius coatesi és una espècie de peix de la família dels àrids i de l'ordre dels siluriformes.

## Morfologia
Els mascles poden assolir els 75 cm de llargària total i els 5 kg de pes.

## Distribució geogràfica
És un endemisme dels rius Ramu i Sepik a Papua Nova Guinea.